# Nasonovia suguri
Nasonovia suguri är en insektsart. Nasonovia suguri ingår i släktet Nasonovia och familjen långrörsbladlöss. Inga underarter finns listade i Catalogue of Life.